# Hohburg
Hohburg – dzielnica gminy Lossatal w Niemczech, położona na terenie kraju związkowego Saksonia, w okręgu administracyjnym Lipsk, w powiecie Lipsk. Do 31 grudnia 2011 była to samodzielna gmina.

## Współpraca
Miejscowość partnerska:
- Bodelshausen, Badenia-Wirtembergia